# Парховани
Парховани (словац. Parchovany) — село в окрузі Требішов Кошицького краю Словаччини. Площа села 23,54 км². Станом на 31 грудня 2016 року в селі проживало 1914 жителів.

## Географія
Протікають річки Ондава, Тепла, Бачковський потік; Войчицький канал та Правобережний канал.

## Історія
Перші згадки про село датуються 1320 роком.

## Населення
| Рік:            | 1994. | 2004.   | 2014.   | 2024.   |
| --------------- | ----- | ------- | ------- | ------- |
| Кількість осіб: | 1752  | 1916    | 1922    | 2001    |
| Різниця:        |       | +9,36 % | +0,31 % | +4,11 % |

| Рік:            | 2023. | 2024.   |
| --------------- | ----- | ------- |
| Кількість осіб: | 1971  | 2001    |
| Різниця:        |       | +1,52 % |